# سلمان شريدة
سلمان شريدة هو لاعب سابق في نادي المحرق البحريني , وبعد اعتزال اللاعب سلمان شريدة قام رئيس لجنة الإدارة في نادي المحرق بوضع سلمان شريدة مدرب لفريق نادي المحرق الأول.

## الإنجازات

### الحد
- الدرجة الأولى (1): 2016

## روابط خارجية
- سلمان شريدة على موقع قاعدة بيانات كرة القدم.إي يو (الإنجليزية)
- سلمان شريدة على موقع ناشيونال فوتبول تيمز (الإنجليزية)
- سلمان شريدة على موقع Soccerway.com (الإنجليزية)
- سلمان شريدة على موقع عالم كرة القدم.نت (الإنجليزية)
- سلمان شريدة على موقع كووورة
- سلمان شريدة على موقع GSA (الإنجليزية)